# Condado de Wexford
Wexford (en irlandés: Loch Garman) es un condado costero, en el sureste de Irlanda, en la provincia de Leinster. Área: 2.352 km². El condado lleva el nombre de su capital, Wexford, fundada por los vikingos con el nombre de Veisafjǫrðr. Su punto más alto es el monte Leinster (794 m), en la cadena de las montañas de Blackstairs.

## Ciudades y pueblos
- Adamstown (293)
- Arthurstown (121)
- Ballycanew (516)
- Ballycullane (318)
- Ballyedmond (121)
- Ballyhack (206)
- Bree (193)
- Bridgetown (462)
- Broadway
- Bunclody (1984)
- Camolin (415)
- Campile (448)
- Castlebridge (1840)
- Clonroche (326)
- Coolgreany (376)
- Courtown (3591)
- Duncannon (305)
- Duncormick (116)
- Enniscorthy (11381)
- Ferns (1415)
- Fethard-on-Sea (311)
- Gorey (9822)
- Killinierin (244)
- Kilmore (132)
- Kilmore Quay (372)
- Kilmuckridge (722)
- Murrintown (365)
- Newbawn (177)
- New Ross (8040)
- Oulart (274)
- Oylegate (358)
- Rosslare (1620)
- Rosslare Harbour (1200)
- Taghmon (508)
- Wexford (20188)